# Musa Hajdari
Musa Hajdari (Kamenicë, 11 d'octubre de 1987) és un migfondista kosovar que s'especialitza en els 800 metres. Va representar a Kosovo en el Campionat del Món d'atletisme de 2015. Ha batut diversos rècords kosovars en l'atletisme. L'1 de juny de 2013, Hajdari va debutar internacionament a la cursa en memòria de Yilmaz Sazak a Istanbul, on va guanyar la categoria masculina amb 4:17.73. L'1 de maig de 2015, Hajdari es va col·locar segon en la general darrere de Dušan Babić en els 1500 metres a la Trobada Internacional de Bar (Montenegro).

## Rècord de competicions
| Any                 | Competició          | Seu                 | Posició             | Cursa               | Temps               |
| Representant Kosovo | Representant Kosovo | Representant Kosovo | Representant Kosovo | Representant Kosovo | Representant Kosovo |
| ------------------- | ------------------- | ------------------- | ------------------- | ------------------- | ------------------- |
| 2015                | Campionat del Món   | Pequín              | 21è (h)             | 800 m               | 1:47.70             |
| 2016                | Campionat d'Europa  | Amsterdam           | 11è (h)             | 800 m               | 1:48.97             |